# Гаррис (коммуна)
Гарри́с (фр. Garris) — коммуна во Франции, находится в регионе Новая Аквитания. Департамент — Атлантические Пиренеи. Входит в состав кантона Сен-Пале. Округ коммуны — Байонна.
Код INSEE коммуны — 64235.

## География

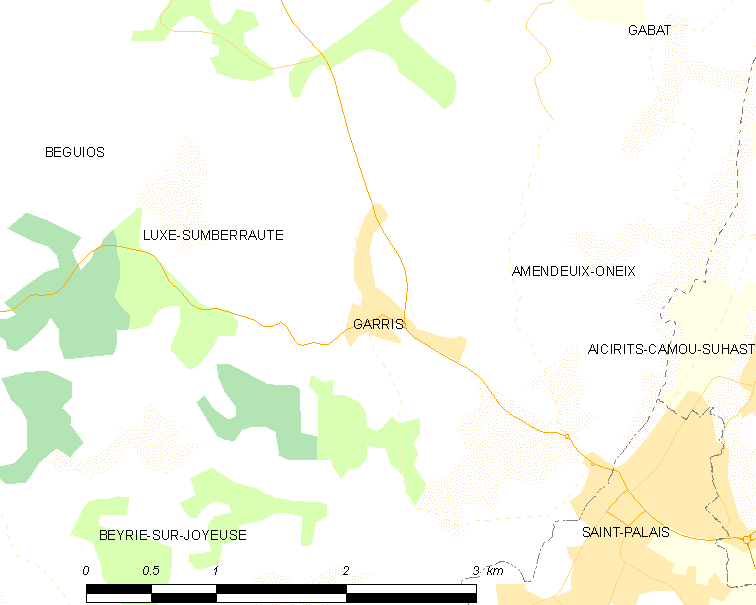
Карта коммуны

Коммуна расположена приблизительно в 670 км к юго-западу от Парижа, в 175 км южнее Бордо, в 60 км к западу от По.

### Климат
Климат тёплый океанический. Зима мягкая, средняя температура января — от +5°С до +13°С, температуры ниже −10 °C бывают редко. Снег выпадает около 15 дней в году с ноября по апрель. Максимальная температура летом порядка 20-30 °C, выше 35 °C бывает очень редко. Количество осадков высокое, порядка 1100 мм в год. Характерна безветренная погода, сильные ветры очень редки.

## Население
Население коммуны на 2010 год составляло 291 человек.
| 1962 | 1968 | 1975 | 1982 | 1990 | 1999 | 2010 |
| ---- | ---- | ---- | ---- | ---- | ---- | ---- |
| 229  | 239  | 253  | 267  | 282  | 301  | 291  |

## Администрация
| Период | Период | Фамилия         | Партия | Примечания |
| ------ | ------ | --------------- | ------ | ---------- |
| 2001   | 2008   | Ноэль Шообигара |        |            |
| 2008   | 2014   | Франсуа Ладёи   |        |            |
| 2014   | 2020   | Жерар Бидеген   |        |            |

## Экономика
В 2010 году среди 174 человек трудоспособного возраста (15-64 лет) 122 были экономически активными, 52 — неактивными (показатель активности — 70,1 %, в 1999 году было 66,3 %). Из 122 активных жителей работали 109 человек (60 мужчин и 49 женщин), безработных было 13 (5 мужчин и 8 женщин). Среди 52 неактивных 9 человек были учениками или студентами, 22 — пенсионерами, 21 были неактивными по другим причинам.

## Фотогалерея

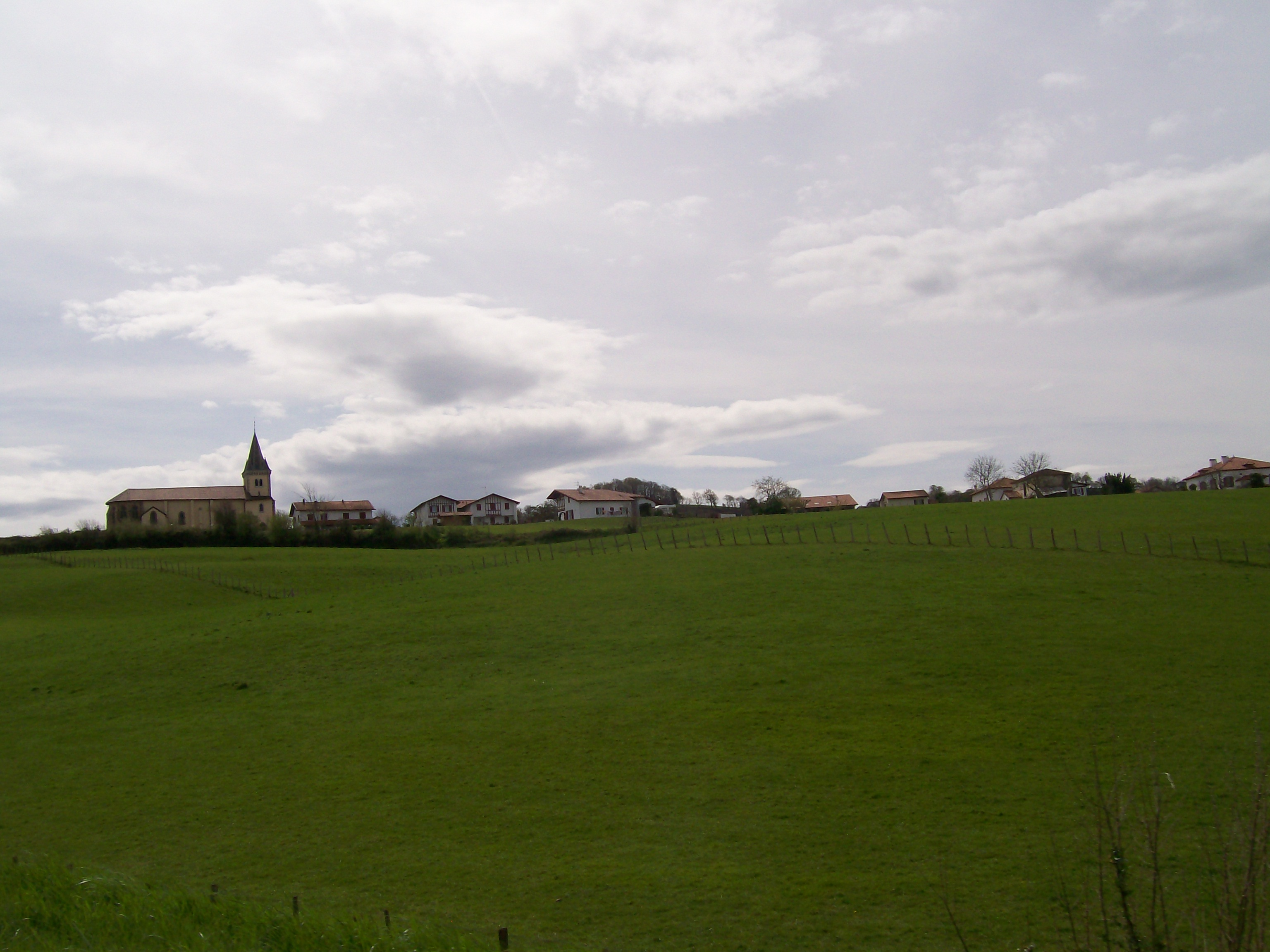
Гаррис
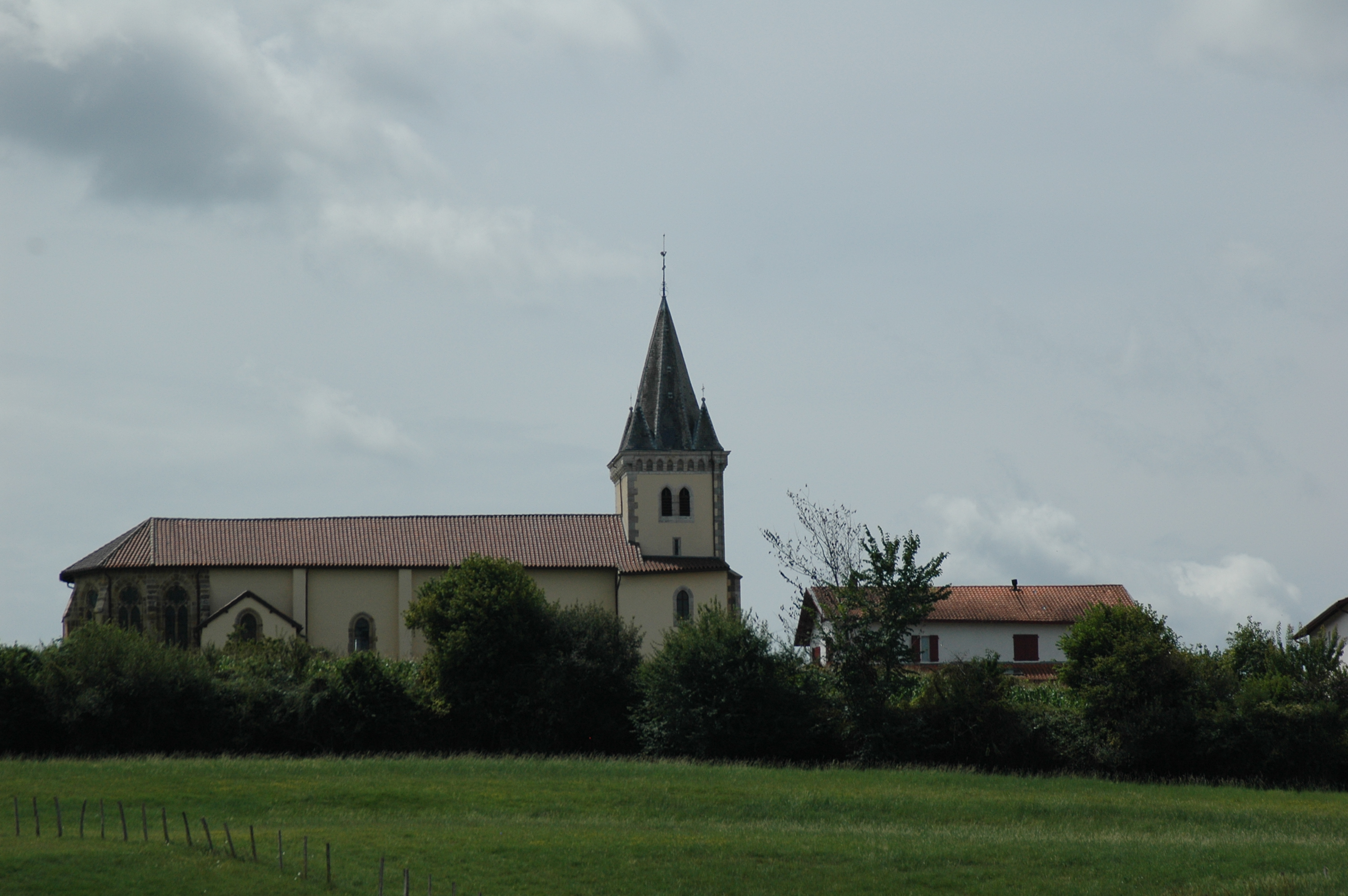
Церковь Св. Феликса
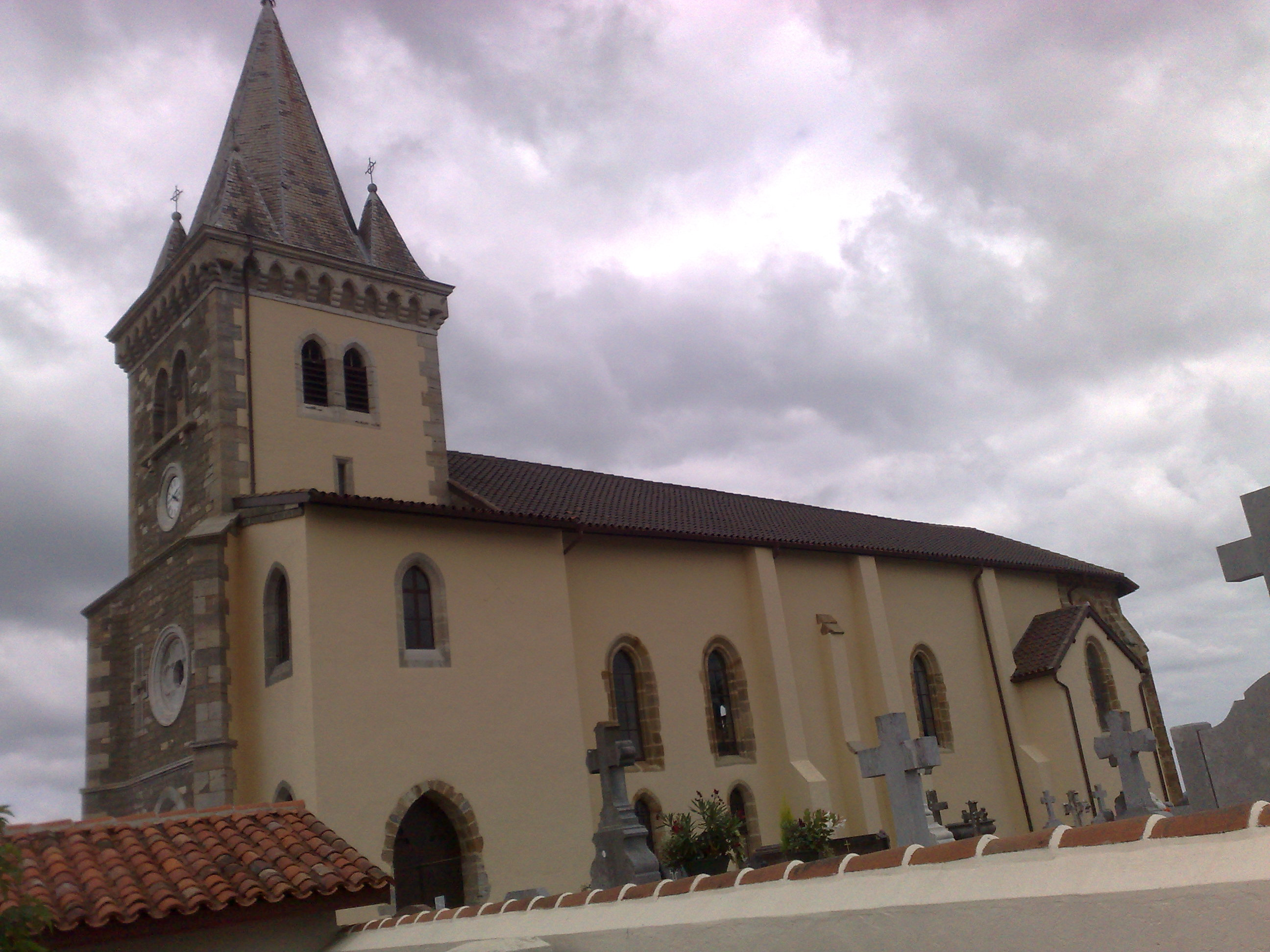
Церковь Св. Феликса
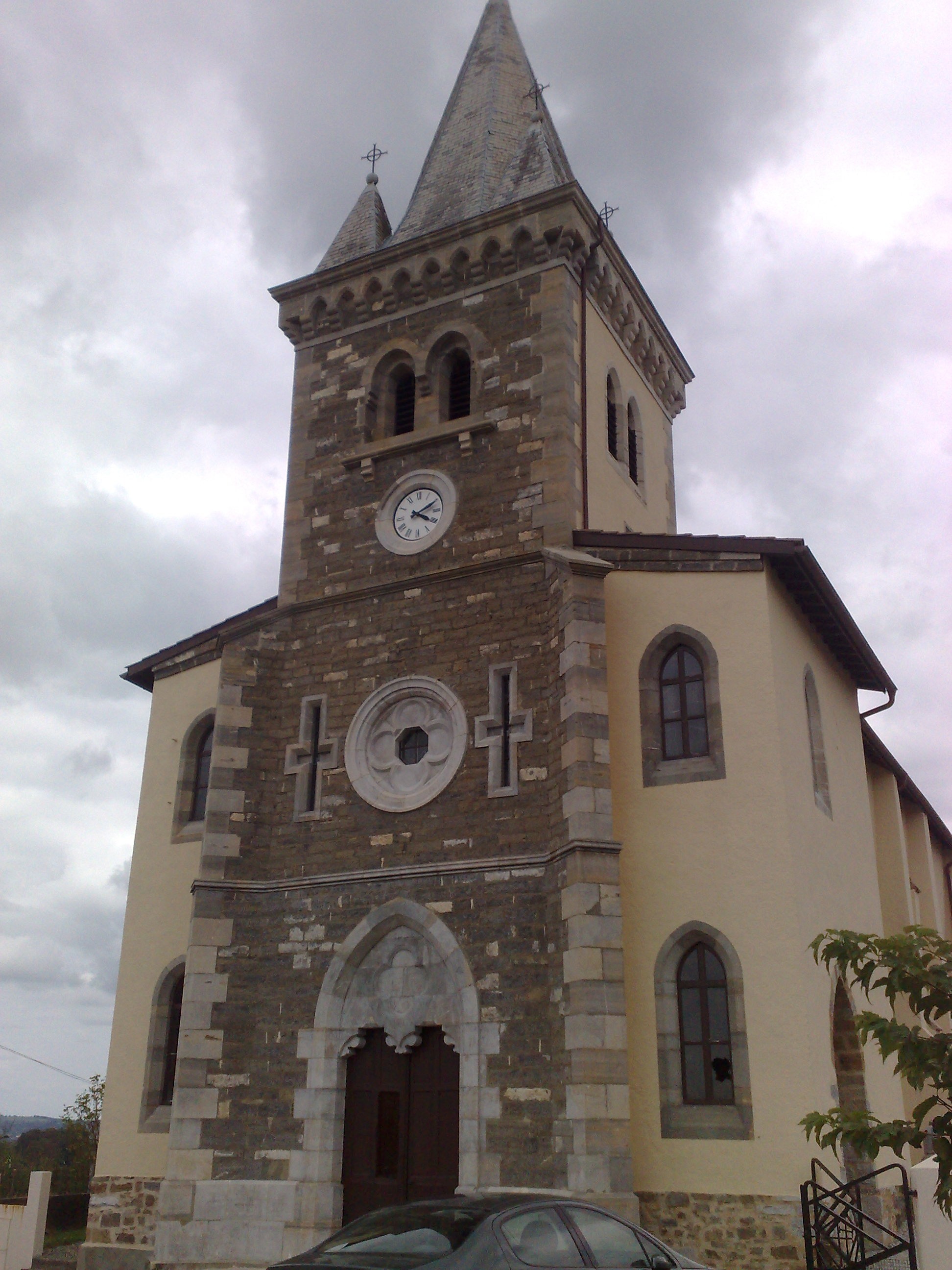
Церковь Св. Феликса